# TBRCM
Societatea de Tratament Balnear și Recuperare a Capacității de Muncă  „T.B.R.C.M.”- S.A. (TBRCM SA) este o companie hotelieră din domeniul turismului balnear din România. Societatea are unic acționar Casa Națională de Pensii Publice și deține în proprietate 13 complexe balneare, cu o capacitate totală de cazare de peste 3.180 de locuri, restaurante, baze de tratament balnear, centre SPA și de agrement. Anual, in unitățile hoteliere deținute de către societatea TBRCM SA situate în stațiuni balneoclimaterice - Amara (jud.Ialomița), Bala (jud.Mehedinți), Bizușa (jud Sălaj), Buziaș (jud.Timiș), Covasna (jud.Covasna), Geoagiu Băi (jud.Hunedoara), Lacu Sărat (jud.Brăila), Moneasa (jud.Arad), Nicolina (jud.Iași), Pucioasa (jud.Dâmbovița), Sărata Monteoru (jud.Buzău), Olănești (jud.Vâlcea) și Băile 1 Mai-Oradea (jud.Bihor), sunt oferite servicii de cazare, masă și tratament balnear pentru cca 72.000 de turiști, în special pensionari și salariați din România.
Capitalul social al TBRCM SA este de 10.629.733 lei fiind deținut integral de către Casa Națională de Pensii Publice.
În anul 2013 TBRCM SA a ocupat Locul 1 în Top Afaceri România, în București -sector 2, pe domeniul "Hoteluri și alte facilități de cazare" și locul 2 în România pe domeniul turism, potrivit clasamentului întocmit de Camera de Comerț și Industrie a României. Anual, societatea a ocupat primele locuri în topurile de afaceri specifice industriei hoteliere.
În prezent, conducerea societății este asigurată de către Ion Lucian Rădulescu -director general și Președinte al Consiliului de Administrație.
Conducerea societății a fost asigurată -în anii trecuți- de către Olimpiu Stelian Floroian., Anton Toni Smadu, Elena Sârbu, Ionel Romeo Drăgan, Vasile Frone, Monica Urjan,Teodora Constantinescu etc
Cifra de afaceri: 2023:  150,64 milioane lei
- 2022: 110,59 milioane lei
- 2021:   83,42 milioane lei

- 2020:   58,7 milioane lei
- 2019: 100,2 milioane lei
- 2018:   97,9 milioane lei
- 2017:   79,7 milioane lei
- 2016:   78,1 milioane lei
- 2015:   76,2 milioane lei
- 2014:   71,3 milioane lei
- 2013:   62,7 milioane lei
- 2012:   69,3 milioane lei
- 2011:   75,2 milioane lei
- 2010:   65,5 milioane lei
- 2009:   67,6 milioane lei[4]
- 2008:   65,9 milioane lei[4]